# Len Deighton
Leonard Cyril Deighton (18 februari 1929, Londen) is een Brits historicus, culinair deskundige en schrijver van spionageromans en historische werken. Verscheidene van zijn boeken zijn verfilmd of voor televisie bewerkt. 

## Selectie uit zijn publicaties

### Boeken met een naamloze held
- The IPCRESS File, 1962 (Dossier Ipcress)
- Horse Under Water, 1963 (Operatie Andreas)
- Funeral in Berlin, 1964, (Begrafenis in Berlijn)
- Billion Dollar Brain, 1966
- An Expensive Place to Die, 1967 (Een dure stad om dood te gaan)
- Spy Story, 1972 (Spion in Duplo) (de held wordt 'Patrick Armstrong' genoemd als cover)
- Twinkle, Twinkle, Little Spy, 1976 (Spion aan de hemel), in de VS bekend onder de titel Catch a Falling Spy)

### Boeken metBernard Samson
- Berlin Game, 1983, (Voorspel in Berlijn)
- Mexico Set, 1984, (Overspel in Mexico)
- London Match, 1985, Naspel in Londen)
- Spy Hook, 1988, (Spionnen horen)
- Spy Line, 1989, (Spionnen Zien)
- Spy Sinker, 1990, (Spionnen zwijgen)
- Faith, 1994
- Hope, 1995
- Charity, 1996

Een voorloper bij deze serie, Winter, A Berlin Family 1899-1945, verscheen in 1987.

### Andere
- Len Deighton's London Dossier, 1967
- Only When I Larf, 1968, (Alleen als ik moet lachen)
- Bomber, 1970, (Bommen los)
- Declarations of War - korte verhalen, 1971, (Soldaten sterven niet)
- Close-up, 1972
- Yesterday's Spy, 1975
- SS-GB, 1978
- XPD, 1981, (Geruisloos elimineren)
- Goodbye, Mickey Mouse, 1982, (Vaarwel Mickey Mouse)
- MAMista, 1991, (MAMista)
- City of Gold, 1992, (De Woestijnvos)
- Violent Ward, 1993, (Gekkenwerk)

### Geschiedkundig
- Fighter: The True Story of the Battle of Britain, 1977
- Airshipwreck, in samenwerking met Arnold Schwartzman, 1978
- Blitzkrieg: From the Rise of Hitler to the Fall of Dunkirk, 1979
- Battle of Britain by Len Deighton, Max Hastings (Jonathan Cape, 1980) ISBN 0-224-01826-4
- Blood, Tears and Folly: An Objective Look at World War II, 1993

### Koken
- Len Deighton's Action Cook Book, 1965 (US title: The Cookstrip Cook Book, 1966)
- Où Est le Garlic, 1965

- Bibsys: 90056854
- Biblioteca Nacional de España: XX1153129
- Bibliothèque nationale de France: cb118991318 (data)
- Catàleg d'autoritats de noms i títols de Catalunya: 981058596204006706
- CiNii: DA01784063
- Gemeinsame Normdatei: 118819933
- International Standard Name Identifier: 0000 0001 0932 8043
- Library of Congress Control Number: n79075579
- Nationale Bibliotheek van Letland: 000068319
- Bibliotheek van het Japanse parlement: 00437571
- Nationale Bibliotheek van Tsjechië: jn19990001689
- Nationale bibliotheek van Australië: 35034604
- Nationale Bibliotheek van Israël: 987007260225205171
- Nationale en Universitaire bibliotheek Zagreb: 000000074
- Nederlandse Thesaurus van Auteursnamen: 068991495
- Istituto Centrale per il Catalogo Unico: CFIV009990
- LIBRIS: 183606
- SNAC: w63j6j4z
- Système universitaire de documentation: 026817926
- Trove: 807065
- Virtual International Authority File: 273905397
- WorldCat: E39PBJrcg9mqDYX7gF3bhgdPcP